# Rebellatrix
Rebellatrix is een geslacht van grote uitgestorven coelacanthen uit de Vroeg-Trias van de Sulphur Mountain-formatie en het Wapiti Lake Provincial Park in Brits-Columbia. Het is de enige bekende soort van de familie Rebellatricidae. Het meest onderscheidende kenmerk van Rebellatrix divaricerca was zijn tonijnachtige gevorkte staart (ongebruikelijk voor een actinistische vis), die een snelzwemmende en actieve levensstijl suggereerde, in tegenstelling tot coelacanthen die verwant zijn aan de levende soort.
De typesoort Rebellatrix divaricerca werd in 2012 benoemd door Andrew Wendruff en Mark Wilson. De geslachtsnaam betekent 'vrouwelijke rebel' omdat de bouw ingaat tegen de gebruikelijke morfologie van coelacanthen. De soortaanduiding betekent 'met uiteenlopende staartvin'.
Het holotype-exemplaar PPRRC 2006.10.001 is een bijna compleet fossiel, met uitzondering van enkele vinnen en een groot deel van de schedel, evenals een onvolledige staartvin. Drie andere exemplaren onthullen de rest van de staart. De meeste exemplaren bevinden zich in het Tumbler Ridge Museum in Tumbler Ridge, met één in het Royal Tyrrell Museum of Palaeontology.
Rebellatrix heeft mogelijk een lengte van honderddertig centimeter bereikt. Naast zijn uniek gevorkte (en symmetrische) staartvin, bevindt de achterste rugvin zich achter de anaalvin in plaats van ertegenover. Rebellatrix wordt verondersteld een snel zwemmend roofdier te zijn geweest, aangezien zijn relatief stijve staart duidelijk is gebouwd voor snelheid, en moderne coelacanthen gebruiken alleen de staartvin bij het aanvallen van prooien. Het zou een van de eerste niet-haaien zijn geweest om deze niche te vullen.